# Баймурза
Баймурза́ (также Кокташская речка; укр. Баймурза, крымскотат. Bay Mırza, Бай Мырза) — маловодная река в Белогорском районе Крыма, левый приток реки Су-Индол (он же Мокрый Индол). Длина 6,3 километра, площадь водосборного бассейна 11,7 км². Исток находится у северо-западного склона горы Кокташ Главной гряды Крымских гор — родник Баймурза-Чокрак на высоте 547 м над уровнем моря, течёт вначале на север, затем — в северо-восточном направлении. Впадает в Су-Индол в 15 километрах от устья, у южной стороны шоссе 35К-003
Симферополь — Феодосия, западнее села Еленовка. Согласно справочнику «Поверхностные водные объекты Крыма» Баймурза притоков не имеет, но на подробных картах обозначены насколько впадающих в реку водотоков, на одном из которых расположено село Синекаменка (текущий от родника Дорт-Хурна-Чешме (расположен на высоте 419 м). Водоохранная зона реки установлена в 50 м.